# Chirpăr
Chirpăr es una comuna ubicada en el distrito de Sibiu, Rumania.

## Superficie
Posee una superficie de 100,8 kilómetros cuadrados.

## Demografía
Hasta 2021 la población era de 1489 habitantes, con una densidad de población de 14,77 habitantes por kilómetro cuadrado.